# Eugongylus
Genre

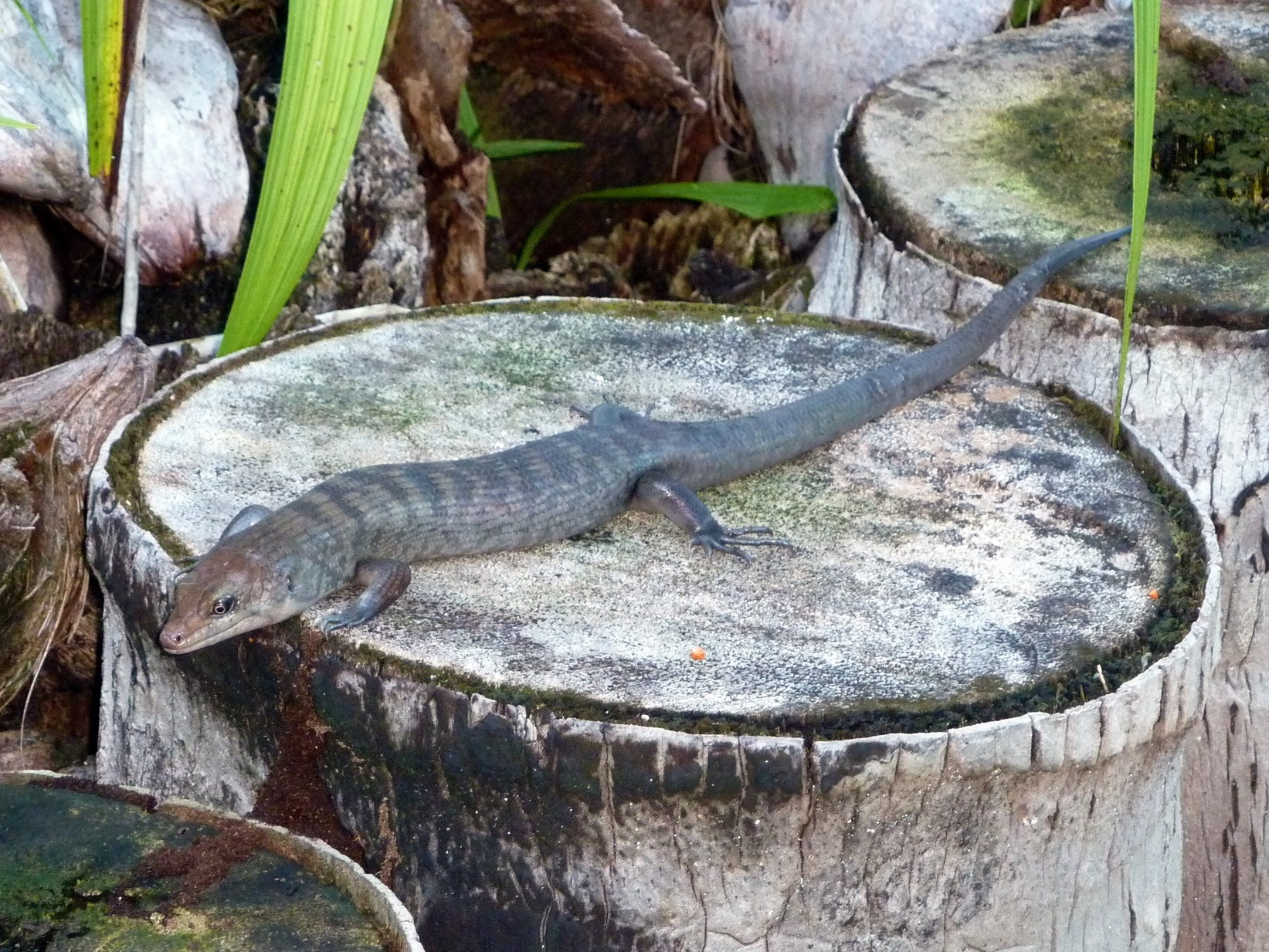
Eugongylus albofasciolatus

Eugongylus est un genre de sauriens de la famille des Scincidae.

## Répartition
Les espèces de ce genre se rencontrent :
- au Queensland en Australie ;
- sur Halmahera et dans les îles Sula dans les Moluques ;
- en Nouvelle-Guinée ;
- dans l'archipel Bismarck ;
- aux Salomon.

## Liste des espèces
Selon The Reptile Database (20 sept. 2012) :
- Eugongylus albofasciolatus (Günther, 1872)
- Eugongylus mentovarius (Boettger, 1895)
- Eugongylus rufescens (Shaw, 1802)
- Eugongylus sulaensis (Kopstein, 1927)
- Eugongylus unilineatus (De Rooij, 1915)

## Publication originale
- Fitzinger, 1843 : Systema Reptilium, fasciculus primus, Amblyglossae. Braumüller et Seidel, Wien, p. 1-106 (texte intégral).